# Vol Aeroflot 7841
Le vol Aeroflot 7841 était un vol transportant des passagers de Minsk à Leningrad (actuelle Saint-Pétersbourg). L'avion s'est écrasé le 1er février 1985, tuant 58 personnes. 22 personnes (dont trois membres de l'équipage) survécurent à l'accident. Le crash a été causé par une panne moteur à la suite de l'ingestion de glace. Le 8 mai 1985, l'avion fut déclaré irrécupérable.

## Appareil
L'avion impliqué dans l'accident, un Tupolev Tu-134A (enregistré sous le nom CCCP-65910, numéro de série 63969), a été fabriqué le 11 mai 1982 et avait effectué près de 448 cycles de vol complet avant l'accident, après son entrée en service le 8 juin 1982,. Les Tu-134 sont équipés de deux turboréacteurs Soloviev D-30 montés sur le fuselage arrière.

## Accident
Six secondes après le décollage, à une altitude de 35 m et a une vitesse de 325 km/h, une perte rapide de puissance eut lieu accompagnée par une surchauffe. Les pilotes continuèrent l'ascension de l'appareil jusqu'à ce que le copilote rapporte une panne du moteur gauche au contrôle aérien. 65 secondes après le décollage, une alarme indiquant des vibration trop importante indiquèrent un ralentissement du moteur droit. À une altitude, de 240 mètres et à une vitesse de 325 km/h, le moteur droit tomba en panne alors que l'appareil traversait les nuages. Afin de garder de la vitesse, le commandant de bord initia une descente à une vitesse verticale de 7 m/s. L'appareil descendait vers une forêt dont certains arbres mesuraient 30 mètres de haut. À une altitude de 22 mètres, et avec une inclinaison de 5 degrés sur la droite, l'appareil toucha la cime des arbres.
Le lieu de l'écrasement est localisé 10 km à l'est de l'aéroport international de Minsk trois heures après l'accident,.

## Sources